# Geological Observations on South America
Geological Observations on South America (in italiano Osservazioni Geologiche sul Sud America) è un'opera pubblicata da Charles Darwin nel 1846, l'ultima della trilogia Geology of The Voyage of The Beagle (dopo The Structure and Distribution of Coral Reefs (1842) e Geological Observations on the Volcanic Islands (1844)) dedicata agli studi geologici effettuati durante il viaggio del Beagle.  Questo libro rappresenta una pietra miliare negli studi geologici del XIX secolo, fornendo una visione dettagliata e metodica della geologia del continente sudamericano.

## Contesto e struttura dell'opera
L'opera è composta da otto capitoli, accompagnati da appendici con contributi paleontologici di George Sowerby e Edward Forbes, rispettivamente sui fossili terziari e secondari (oggi noti come mesozoici) raccolti da Darwin. L'approccio di Darwin si discosta dalla classica analisi regionale, organizzando il materiale in base a criteri cronologici e tematici, simile al metodo di Charles Lyell esposto nel Principles of Geology (1830-33).  L'opera si divide in due parti principali:
- Prima parte: Analisi dei periodi geologici recenti (fino al Terziario medio).[2]
- Seconda parte: Esame dei periodi più antichi (epoca Secondaria).[2]

Questa struttura consente a Darwin di costruire una narrazione che va dal recente al profondo passato, utilizzando il presente come chiave per comprendere il passato, un principio fondamentale del gradualismo geologico.
L'opera è così composta:
- Capitoli 1-2: Elevazione delle coste orientali e occidentali del continente.[1][2]
- Capitolo 3: Pianure e valli del Cile, inclusi i depositi di sale.[1][2]
- Capitolo 4: Le Pampas.[1][2]
- Capitoli 5-8: Analisi delle rocce metamorfiche e descrizioni dettagliate delle regioni del Cile centrale e settentrionale, concludendo con osservazioni sulle Ande.[1][2]

Tra le osservazioni più significative, Darwin descrive il processo di elevazione graduale del continente sudamericano, supportando la sua teoria con prove derivanti da strati sedimentari, fossili e caratteristiche geologiche.

## Metodo scientifico e confronto con altri studiosi
Darwin si oppose a interpretazioni catastrofiche, come quelle sostenute da Alcide d'Orbigny, e favorì un approccio gradualista per spiegare formazioni come la Formazione Pampeana. Nonostante alcune critiche aspre verso d'Orbigny, Darwin riconobbe il valore del suo contributo paleontologico.  Inoltre, l'opera riflette influenze da altri geologi come Charles Lyell e Léonce Élie de Beaumont, pur criticandone alcuni aspetti teorici.

## Impatto e rilevanza
Le Osservazioni Geologiche sul Sud America rappresentano non solo un contributo fondamentale alla geologia, ma anche una tappa cruciale nello sviluppo del pensiero evoluzionistico di Darwin.  L'analisi delle estinzioni e delle relazioni tra fossili e specie moderne preparò il terreno per le sue future teorie sull'evoluzione, culminate nel L'origine delle specie (1859).
L'opera è caratterizzata da uno stile personale e da un'attenzione ai dettagli, con illustrazioni e diagrammi accurati, nonostante l'assenza di mappe geologiche complete che avrebbero facilitato la comprensione del lettore moderno.
Oggi, Osservazioni Geologiche sul Sud America è considerata un classico della geologia, lodata per la capacità di Darwin di unire osservazioni dettagliate a teorie generali, offrendo una narrazione unificata della storia geologica del continente.  È un'opera imprescindibile per comprendere l'evoluzione del pensiero scientifico darwiniano e il contesto storico della geologia del XIX secolo.

## Edizioni
- (EN) Charles Darwin, Geological observations on South America. Being the third part of the geology of the voyage of the Beagle, under the command of Capt. Fitzroy, R.N. during the years 1832 to 1836, London, Smith, Elder & Co., 1846.